# Wolbachia
Wolbachia is de naam van een zeer verbreid voorkomend geslacht van bacteriën dat onder andere met vele insecten-soorten een symbiotische relatie heeft en soms ook opmerkelijke effecten heeft op zijn gastheer. Zo zijn er bijvoorbeeld Wolbachia-soorten die de geslachtsverhouding van het nageslacht van geïnfecteerde individuen beïnvloeden, waarbij bijvoorbeeld geen mannetjes worden geproduceerd en vrouwtjes opeens in staat blijken tot ongeslachtelijke voortplanting (ook wel parthenogenese genoemd). Met Wolbachia geïnfecteerde individuen geven de infectie door aan hun nageslacht via het cytoplasma van de eicel, waardoor alleen vrouwtjes het doorgeven aan hun nageslacht. Er wordt geschat dat van alle insecten ter wereld mogelijk 15% geïnfecteerd is door Wolbachia-soorten.
Daarnaast komen bacteriën van dit geslacht in vele andere levende wezens voor, zoals pissebedden en rondwormen. De ziekteverwekkende eigenschappen van sommige nematoden (filariasis) worden vooral toegeschreven aan de immuunreactie van de mens op de in de wormen levende Wolbachia-bacteriën. 
Er wordt veel onderzoek gedaan naar de inzetbaarheid van Wolbachia bij de bestrijding van schadelijke insecten. Een Amerikaans-Chinees team heeft met succes Anopheles stephensi voorzien van de bacterie Wolbachia type wAlbB. Australische onderzoekers zijn erin geslaagd om muggen die knokkelkoorts, gele koorts en malaria overbrengen, van hun schadelijke parasieten te ontdoen en zo ongevaarlijk te maken. Wanneer het vervolgens lukt deze gemodificeerde muggen hun niet-gemodificeerde soortgenoten te laten verdringen, dan is langs biologische weg een effectieve bestrijding mogelijk geworden.